# San Pedro del Valle (kommunhuvudort)
San Pedro del Valle är en kommunhuvudort i Spanien. Den ligger i provinsen Provincia de Salamanca och regionen Kastilien och Leon, i den centrala delen av landet, 190 km väster om huvudstaden Madrid. San Pedro del Valle ligger 789 meter över havet och antalet invånare är 125.
Terrängen runt San Pedro del Valle är platt. Runt San Pedro del Valle är det glesbefolkat, med 10 invånare per kvadratkilometer. Närmaste större samhälle är Salamanca, 17,9 km öster om San Pedro del Valle. Trakten runt San Pedro del Valle består till största delen av jordbruksmark.